# Hypsiboas liliae
Espèce
Statut de conservation UICN

 EN  : En danger
Hypsiboas liliae est une espèce d'amphibiens de la famille des Hylidae.

## Répartition
Cette espèce est endémique du Guyana. Elle se rencontre entre 400 et 1 200 m d'altitude dans le parc national de Kaieteur dans la région de Potaro-Siparuni,.

## Étymologie
Cette espèce est nommée en l'honneur de la fille du découvreur : Lili Kok.

## Publication originale
- Kok, 2006 : A new species of Hypsiboas (Amphibia: Anura: Hylidae) from Kaieteur National Park, eastern edge of the Pakaraima Mountains, Guyana. Bulletin de l'Institut Royal des Sciences naturelles de Belgique, Biologie, vol. 76, p. 191-200.